# Бад-Бухау
Бад-Бухау (нем. Bad Buchau) — город в Германии, курорт, расположен в земле Баден-Вюртемберг. 
Подчинён административному округу Тюбинген. Входит в состав района Биберах.  Население составляет 4347 человек (на 31 декабря 2020 года). Занимает площадь 23,77 км². Официальный код  —  08 4 26 013.

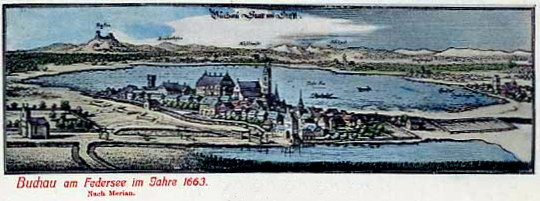
Бад-Бухау

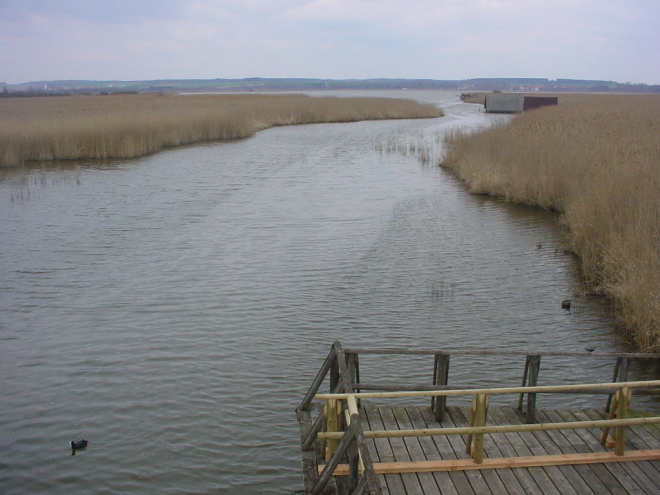
Бад-Бухау

## Галерея

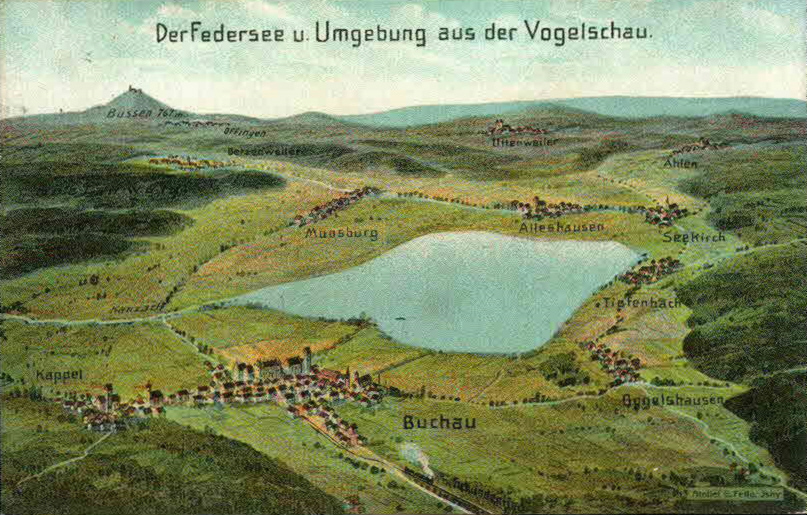
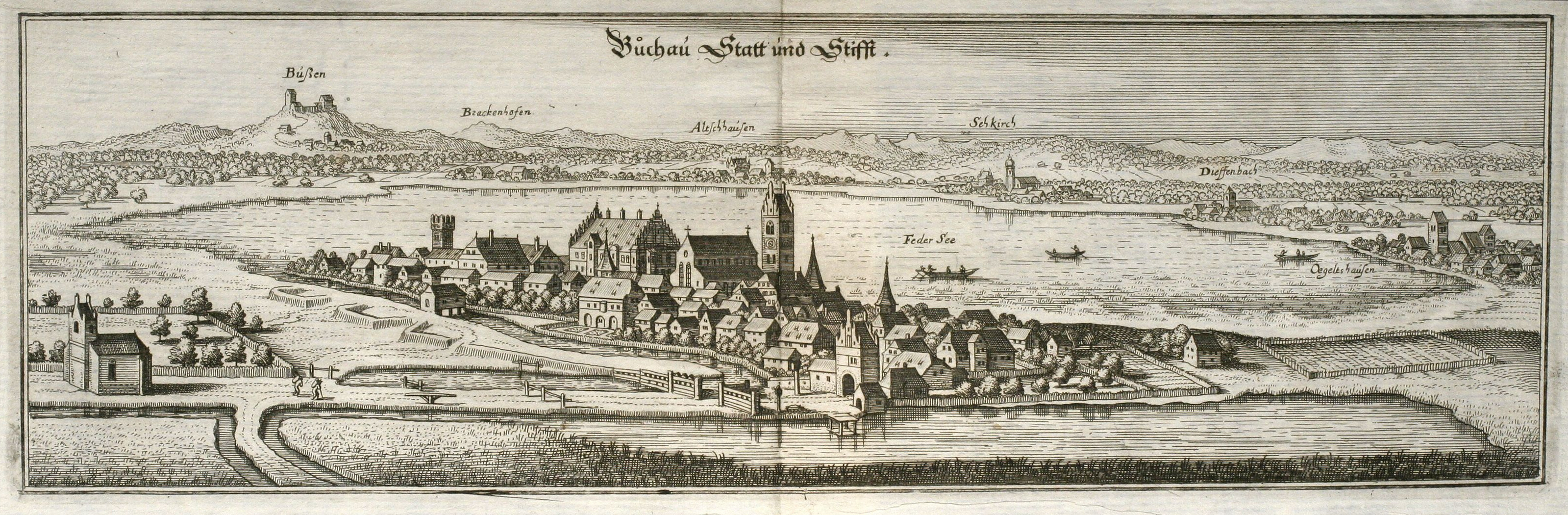
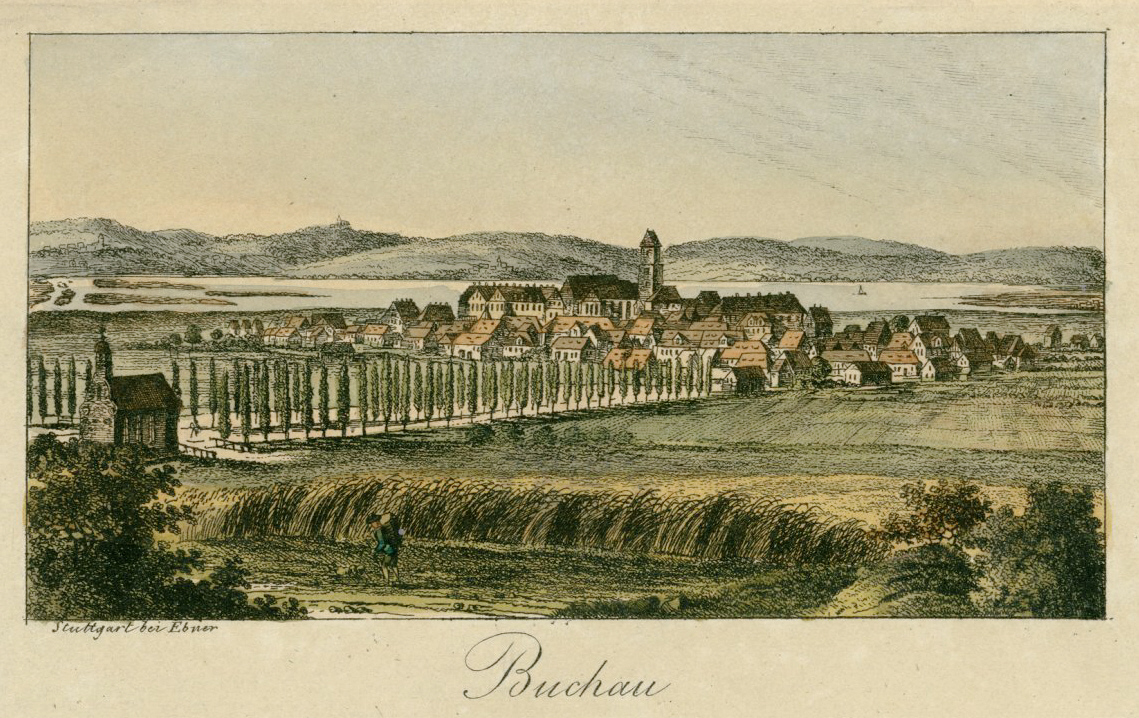
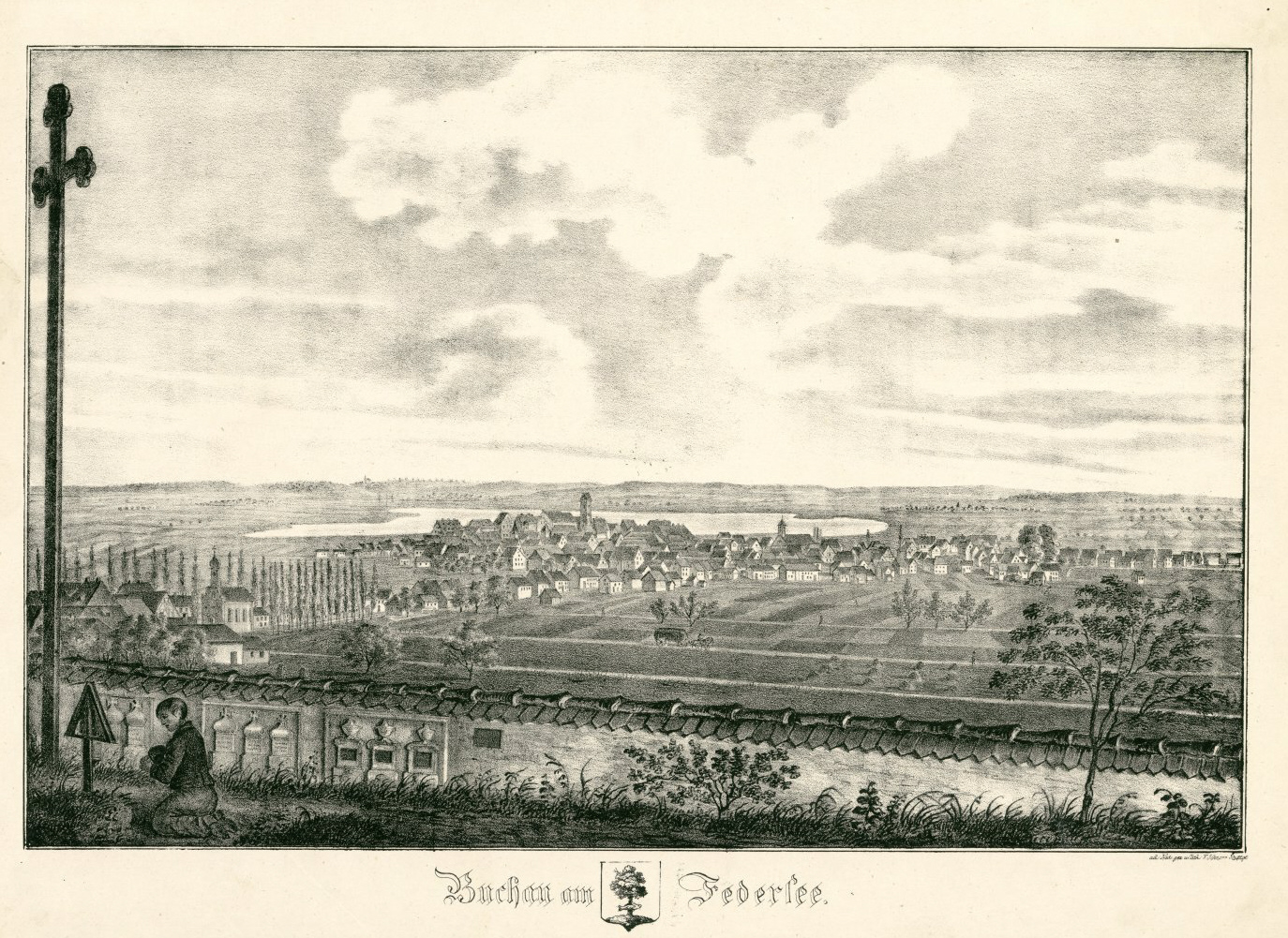
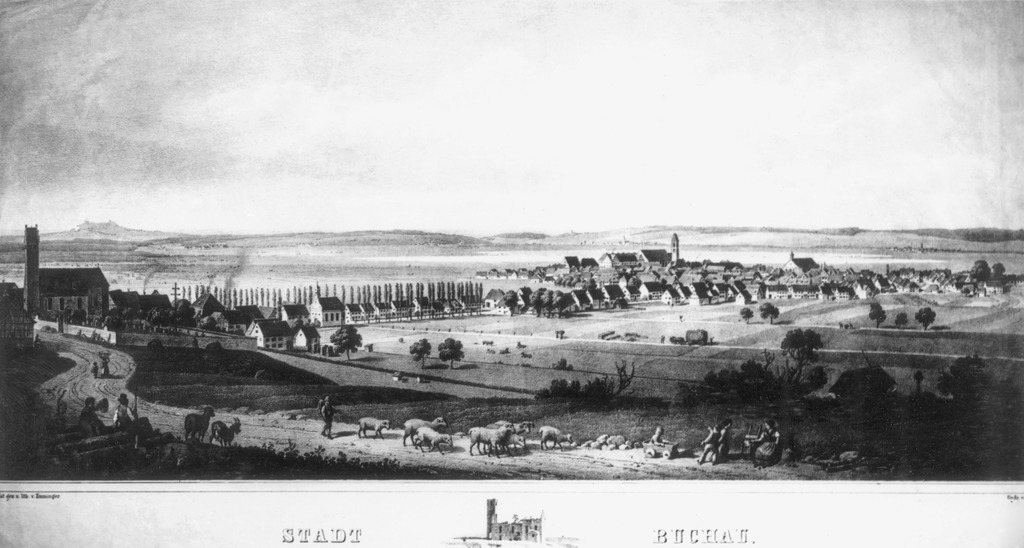
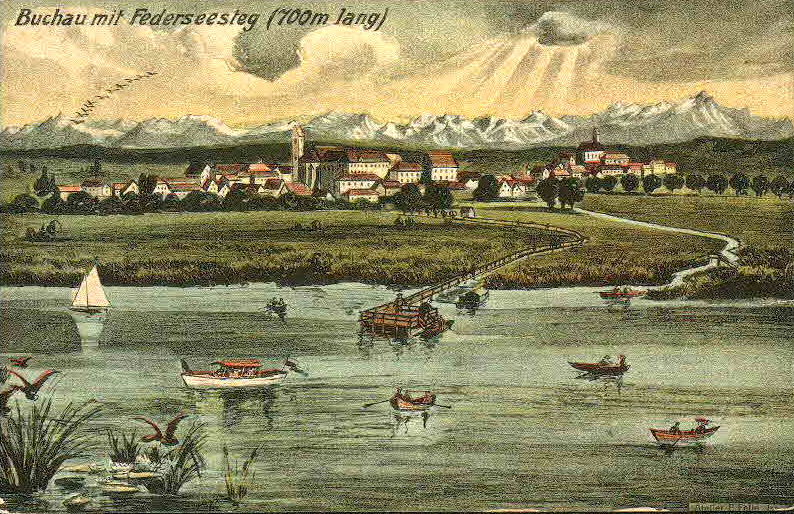